# Luc Dejoie
Pour les articles homonymes, voir Dejoie.
Luc Dejoie, né le 6 février 1931 à Nantes et décédé le 21 janvier 2006 à Saint-Julien-de-Concelles, est un homme politique français, membre du Rassemblement pour la République. Élu local en Loire-Atlantique, il est sénateur de 1983 à 2001.

## Biographie
Luc Dejoie est le fils de Lucien Dejoie (1901-1972), notaire à Vertou, et de Simone Martin de La Joncière. Il épouse Sylvie Ferré.
Après avoir suivi sa scolarité au collège Saint-Sauveur à Redon puis au lycée Clemenceau, il sort diplômé de la faculté de droit de Nantes.
Notaire de profession, Luc Dejoie a été président du Conseil supérieur du notariat, de même que son fils Laurent, également notaire.
Luc Dejoie est élu maire de Vertou en 1971 ; il occupe ce poste pendant 24 ans. Lors des municipales de 1995, son fils Laurent lui succède. Il est président (1990) de l'Association fédérative départementale des maires de Loire-Atlantique.
En 1973, il est élu conseiller général du canton de Vertou, régulièrement réélu par la suite. En 1994, il devient président du conseil général de la Loire-Atlantique, en remplacement de Charles-Henri de Cossé-Brissac. Il préside l'assemblée départementale jusqu'en 2001. À cette date, il cède son fauteuil à André Trillard mais reste élu du canton de Vertou jusqu'à la fin de son mandat en 2004. Laurent Dejoie brigue également sa succession comme conseiller général, mais, dans un canton traditionnellement conservateur, il est battu par la socialiste Martine L'Hostis.
Lors des élections sénatoriales de 1983, il fait son entrée au Palais du Luxembourg. Réélu en 1992, il a effectué deux mandats de sénateur de la Loire-Atlantique. Il siège au sein du groupe Rassemblement pour la République et était membre de la commission des lois constitutionnelles, de législation, du suffrage universel, du règlement et d'administration générale. En 2001, il renonce à se représenter.
Il est juge suppléant (1989) puis juge (1994-2001) à la Cour de justice de la République.

## Mandats
Sénateur
- 25/09/1983 - 26/09/1992 : sénateur de la Loire-Atlantique
- 27/09/1992 - 30/09/2001 : sénateur de la Loire-Atlantique

Conseiller général
- 1973 - 27/03/1994 : membre du conseil général de la Loire-Atlantique (élu dans le canton de Vertou)
- 28/03/1994 - 18/03/2001 : président du conseil général de la Loire-Atlantique
- 19/03/2001 - 28/03/2004 : membre du conseil général de la Loire-Atlantique

Conseiller municipal / Maire
- 1971 - 1995 : maire de Vertou, Loire-Atlantique, puis conseiller municipal de 1995 à 2001.

## Vie personnelle
Le 18 novembre 1984, sa BMW est percutée par la Ford Escort XR3 du footballeur nantais Seth Adonkor qui est tué sur le coup.